# Kinbergonuphis nannognathus
Kinbergonuphis nannognathus är en ringmaskart som först beskrevs av Chamberlin 1919.  Kinbergonuphis nannognathus ingår i släktet Kinbergonuphis och familjen Onuphidae. Inga underarter finns listade i Catalogue of Life.